# Csebény
Csebény (Duits: Tschewing is een plaats (község) en gemeente in het Hongaarse comitaat Baranya. Csebény telt 117 inwoners (2001).